# Polana macula
Polana macula är en insektsart som beskrevs av Delong och Freytag 1972. Polana macula ingår i släktet Polana och familjen dvärgstritar. Inga underarter finns listade i Catalogue of Life.